# Paragonaster stenostichus
Paragonaster stenostichus is een kamster uit de familie Pseudarchasteridae.
De wetenschappelijke naam van de soort werd in 1913 gepubliceerd door Walter Kenrick Fisher.